# Diorite Glacier
Der Diorite Glacier (englisch für Dioritgletscher) ist ein kleiner Gletscher an der Danco-Küste im Westen des Grahamlands auf der Antarktischen Halbinsel. Er fließt unterhalb der Doktor Peaks zur Leith Cove, einer Nebenbucht des Paradise Harbour.
Polnische Wissenschaftler benannten ihn 1999 nach dem Diorit, aus dem die benachbarten Doktor Peaks bestehen.